# Szerafima Iaszonovna Blonszkaja
Szerafima Iaszonovna Blonszkaja (oroszul Серафима Иасоновна Блонская) (Verhnjodniprovszk, 1870. október 3.  –  Taganrog, 1947. augusztus 9.) orosz festőművész, tanár.

## Pályafutása
Apja ügyvéd volt, édesanyja a Harkovi Egyetem orvosi karán tanított. 1875-ben Taganrogba költöztek. A gimnázium elvégzése után 1891-ig Nyikolaj Ivanovics Murasko kijevi rajziskoláját látogatta. 1892-től a Szentpéterváron tanult a Birodalmi Művészeti Akadémián, és 1900-ben diplomázott a Lányok (virágvasárnap) festményével, ami aranyérmet nyert. Ez a kép művészi pályafutásának egyetlen, több alakos kompozíciója. Állami ösztöndíjjal itáliai tanulmányútra indult. Megtanult olaszul, és élete végéig folyékonyan beszélte a nyelvet.   
1908-ban visszatért Taganrogba. Férjével, Alekszándr Mihájlovics Leontóvszkijjal rajz- és festőiskolát nyitott 1910-ben, ahol anatómiát, perspektívát és művészettörténetet is tanítottak. A gyerekek alacsony tandíjat fizettek, az árvák és a kiemelkedően tehetségesek ingyen tanulhattak. 1928-ban, Leontóvszkij halála után bezárt az iskola, Blonszkaja otthon adott rajzórákat. 1930-ban csatlakozott Taganrogban a művészeti egyesülethez. 1942-ben a városnak ajándékozta a Lányok (virágvasárnap) festményét. Az OSZSZSZK művészeti alapítványának taganrogi tagozatával dolgozott együtt 1944-ben. 1946-ban regionális kiállításon vett részt. 1999-ben rajziskolát neveztek el róla Taganrogban. 2010-ben egykori lakóházában emlékszobát rendeztek be tiszteletére.

## Galéria

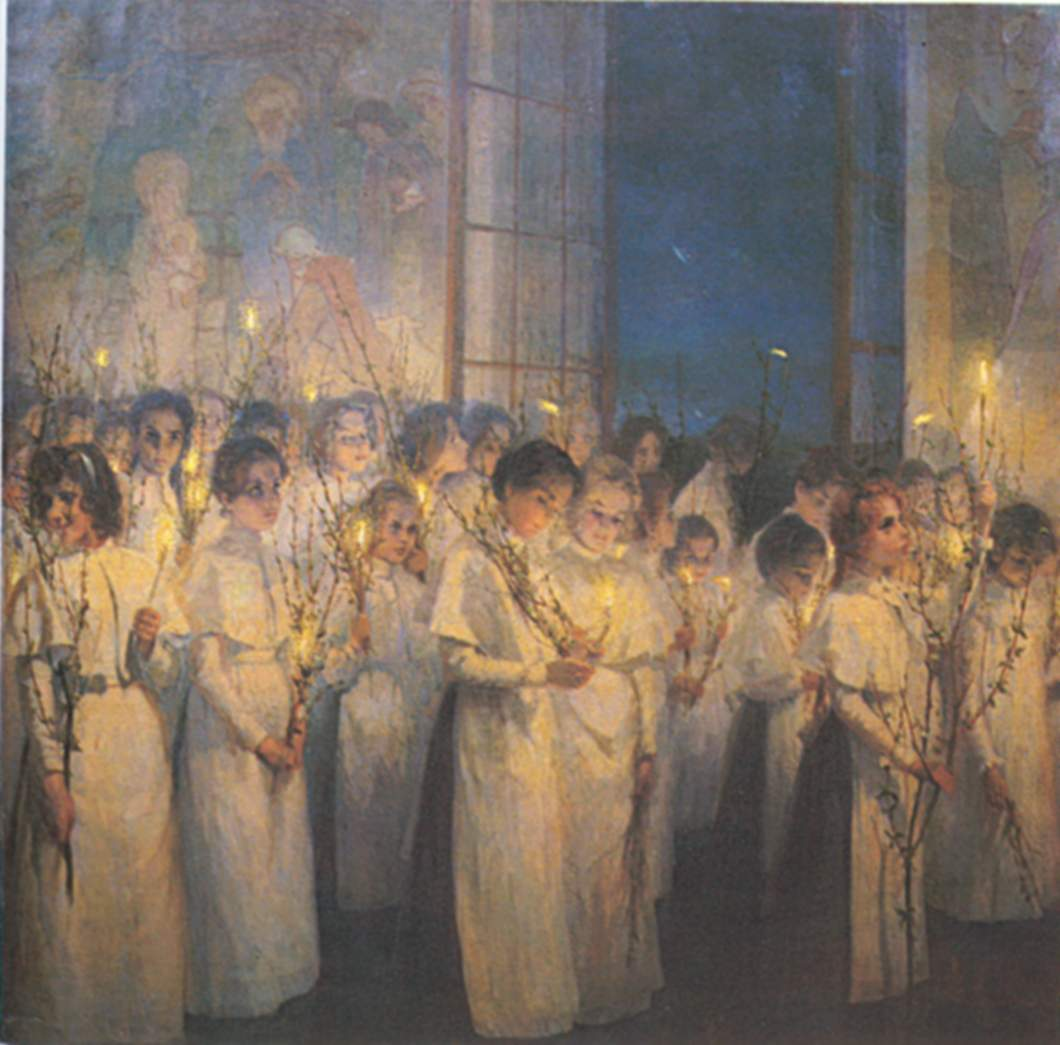
Lányok (virágvasárnap)
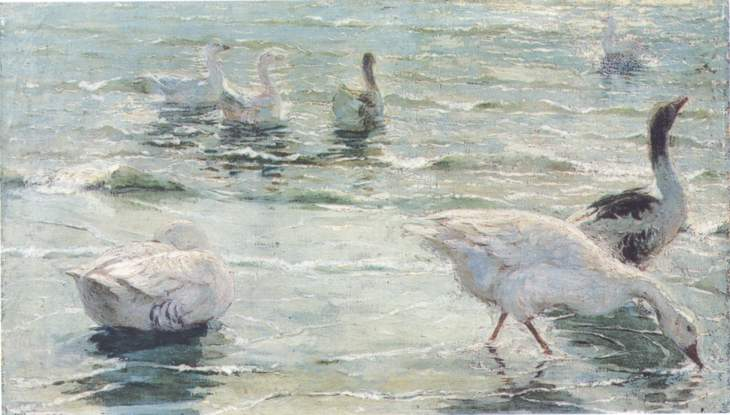
Ludak
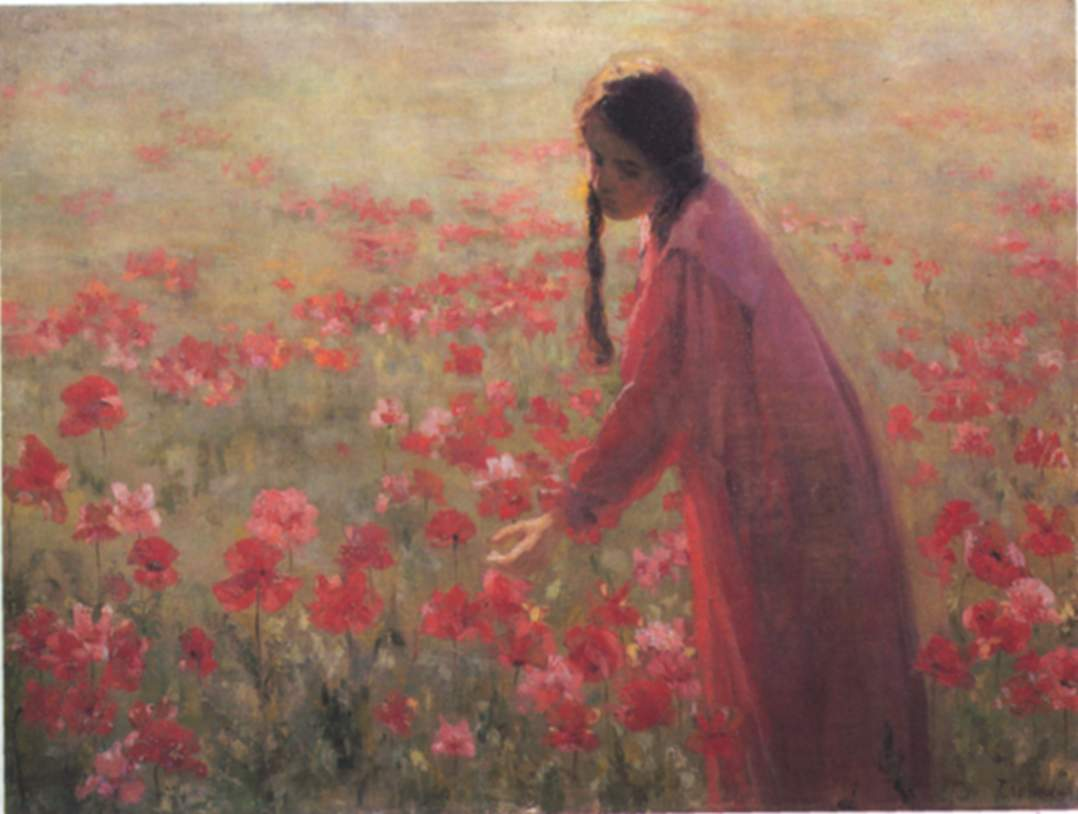
Pipacsok

## Fordítás
- Ez a szócikk részben vagy egészben  a   Serafima_Iassonowna_Blonskaja című német Wikipédia-szócikk fordításán alapul.  Az eredeti cikk szerkesztőit annak laptörténete sorolja fel. Ez a jelzés csupán a megfogalmazás eredetét és a szerzői jogokat jelzi, nem szolgál a cikkben szereplő információk forrásmegjelöléseként.